# Poisonblack
Poisonblack — фінський хеві-метал гурт, заснований у 2000 році Вілле Лайгіалою (Ville Laihiala), вокалістом Sentenced.

## Учасники гурту

### Поточний склад
- Вілле Лайгіала (Ville Laihiala) — вокал (з 2004 року), гітара (з 2000 року)
- Антті Ремес (Antti Remes) — бас-гітара (з 2004 року)
- Марко Снек (Marco Sneck) — клавішні (з 2000 року)
- Тармо Канерва (Tarmo Kanerva) — ударні(з 2000 року)

### Колишні учасники
- Juha-Pekka Leppäluoto — вокал (2001—2003)
- Janne Dahlgren — гітара (2000—2003)
- Janne Markus — гітара (2004—2010)
- Janne Kukkonen — бас-гітара (2000—2004)

## Дискографія

### Студійні альбоми
- Escapexstacy (2003)
- Lust Stained Despair (2006)
- A Dead Heavy Day (2008)
- Of Rust and Bones (2010)
- Drive (2011)
- Lyijy (2013)

### Сингли
- «Love Infernal» (2003)
- «Rush» (2006)
- «Bear the Cross» (2008)
- «Mercury Falling» (2011)
- «Scars» (2011)
- «Home Is Where the Sty Is» (2013)